# Dinâmica de grupo

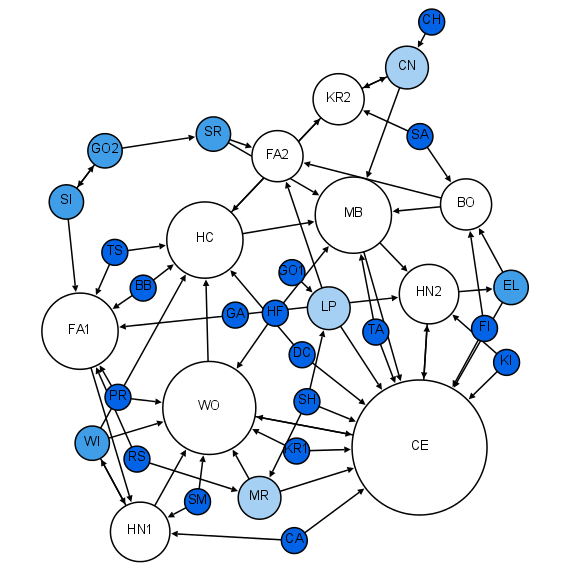
Mapeando as afinidades sociais de um grupo de indivíduos

Dinâmica de grupo é uma ferramenta de estudo de grupos e também um termo geral para processos de grupo. Em psicologia e sociologia, um grupo são duas ou mais pessoas que estão mutuamente conectadas por relacionamentos sociais. Por interagir e influenciarem-se mutuamente, grupos desenvolvem vários processos dinâmicos que os separam de um conjunto aleatório de indivíduos. Estes processos incluem normas, papéis sociais, relações, desenvolvimento, necessidade de pertencer, influência social e efeitos sobre o comportamento. O campo da dinâmica de grupo preocupa-se fundamentalmente com o comportamento de pequenos grupos. Grupos podem ser classificados como agregados, primários, secundários e grupos de categoria.
Exercícios de dinâmica de grupo são muitas vezes usados para melhorar o entrosamento dos diversos elementos do mesmo grupo e promover autenticidade nas pessoas, além de colocar os indivíduos a lidarem com opiniões e atitudes distintas, promovendo crescimento pessoal. Alguns exemplos de dinâmicas que têm esse objetivo são a dinâmica do espelho e a do presente. São usados em vários tipos de atividades, pode ser aplicada em seleção de candidatos, treinamento, avaliação de profissionais, integração de colaboradores e entre a própria empresa, autoavaliação, descontração em ambientes mais rígidos. 
Hoje em dia, muitas entrevistas de emprego contêm uma vertente de dinâmica de grupo, onde a capacidade de interação de um indivíduo com o grupo é avaliada. Essa área é cada vez mais valorizada, porque pessoas que são boas em dinâmicas de grupo normalmente trabalham bem em equipe, uma característica muito procurada no contexto de trabalho nos dias de hoje.
Para a empresa a dinâmica de grupo é benéfica pois reduz custos, uma vez que a atividades são realizadas em conjunto reduzindo tempo do gestor. Por outro lado a dinâmica de grupo pode esconder dados importantes a respeito do candidato já que o gestor não tem um contato tão efetivo com o candidato como seria no caso da entrevista individual.

## Convivência em grupo
Desde que nascemos ao longo de nossas vidas, convivemos em grupo. Seja o nosso grupo familiar, de amigos, companheiros de trabalho, enfim estamos sempre compartilhando nossas experiências do dia a dia com alguém. Segundo Trotter (1919 – 1953) um dos instintos básicos do ser humano é o instinto gregário aquele que nos faz procurar sempre estar em grupos.
De acordo com a Sociedade Brasileira de Dinâmica de Grupo (2006, p. 1), “dynamis é uma palavra de origem grega que significa força, energia, ação”. E Segundo Tatiana Wernikoff, (Instituto de Psicologia Organizacional)“Qualquer situação em que você reúne pessoas para uma atividade conjunta, com um objetivo específico, caracteriza uma dinâmica e a situação mais comum é a dos processos seletivos”.  Em um artigo publicado em 1944 por Kurt Lewin, dinâmica de grupo é o “estudo das forças que agem no seio dos grupos, suas origens, consequências e condições modificadoras do comportamento do grupo". Lewin ressalta que apesar de um grupo ser um conjunto de pessoas, mudanças que venha a ocorrer em um indivíduo pode influenciar no grupo como um todo. Dessa forma, o aprendizado ocorre de uma forma coletiva, em que o encontro de pessoas melhora a produtividade do grupo, sendo possível assim estimular e melhorar as relações interpessoais entre elas e obter assim uma maior troca de experiências.
Em um processo grupal os fatores que mais atuam sobre as pessoas individualmente em um grupo são a coesão – o quão adaptável foi o indivíduo ao grupo em que foi inserido – quanto maior for a coesão fica evidenciado que o grupo está conseguindo obter resultados e os objetivos sendo cumpridos; os padrões grupais que são os comportamentos esperados pelos membros do grupo e as motivações individuais de cada membro do grupo e são de extrema importância para garantir a coesão do grupo (uma das técnicas utilizadas para aumentar a interação entre os membros e garantir a adesão deles é a dinâmica em grupo).
Para a Psicologia, o estudo dos grupos é tão essencial que foi criado um ramo especifico para tais estudos: A Psicologia Social. Dentro deste ramo muitos pesquisadores estudaram sobre a temática dos grupos e várias teorias foram lançadas. As principais abordagens foram:
- Teoria de campo (Kurt Lewin) – Essa teoria diz que o comportamento dos indivíduos é resultado de um campo de determinantes interdependentes.A Teoria de Campo defende que para compreender o comportamento dos membros dos grupos é necessário considerar os fatores externos e internos à pessoa

- Teoria de Interação (Bales, Homens e Whyte) – diz que o grupo funciona como um sistema de indivíduos que se interagem entre si.
- Teoria do Sistema (Newcomb, Miller e Stogdill) – o grupo é um sistema de interação movido por entrada (inputs) e saídas (outputs) de comunicações e experiências
- Teoria Sociométrica (Moreno) – estuda o que leva cada indivíduo a permanecer ligado a um determinado grupo.
- Teoria Psicanalítica (Freud) – estuda as motivações e os processos defensores de cada membro na vida em grupo.
- Teoria da influência social (Hebert Kelman) – Em cada interação em grupo, são identificados três processos influenciadores nas ações do indivíduo que busca aceitação em um novo grupo: complacência (adoção de uma atitude ou opinião de outra pessoa para conseguir a aprovação); identificação (adoção de uma atitude ou opinião para se identificar com o grupo); e a internalização (adoção de uma atitude ou opinião para se adequar a determinada situação).
- Teoria Cognitiva (Piaget,Festinger, Heidar, Krech e Crutchfield) – Essa teoria é responsável por avaliar o comportamento do indivíduo ao receber e interiorizar as informações que recebe sobre o contexto em que está inserido a fim de analisar seu desempenho e comportamento.

## Recrutamento e seleção de candidatos para trabalho
Analisando o histórico do Brasil sobre processos seletivos, chega-se a conclusão que este não são práticas muito antigas. A partir da década de 30 é que as leis trabalhistas foram colocadas em práticas no País, surgindo então uma série de fatores que levaram a necessidade de criação dos departamentos pessoais nas empresas, como férias remuneradas, carteira de trabalho, entre outros. 
Na Era Vargas (1938) foi criado um Departamento do Serviço Público, que instituiu o concurso como um processo de seleção no Brasil e em 1944 teve início o Instituto de Seleção e Orientação Profissional (ISOP), que fazia a ligação entre as empresas e os candidatos.
Hoje em dia o setor de Gestão de Pessoas nas empresas já é bem mais amplo e é dividido em: recrutamento, seleção, treinamento, análise de cargos e salários, avaliação de desempenho, entre outras atividades. 
A dinâmica de grupo se enquadra em um dos recursos disponíveis de seleção de candidatos, onde é analisado suas competências, escolhendo então o melhor candidato para o cargo em questão. São várias as técnicas de dinâmica em grupo aplicadas atualmente, entretanto em geral todas elas tentam desenvolver nas pessoas habilidades/qualidades como empatia, controle emocional, capacidade de ouvir o outro e aceitar suas opiniões, liderança, autoconfiança, habilidade em trabalhar em equipe, ilustrando situações do dia a dia.  

## Dinâmica em grupo aplicada a seleção de candidatos
Para que o processo seja eficiente, alguns cuidados devem ser tomados, os aplicadores devem estar com materiais de anotação para redigir suas observações e detalhes que foram identificados durante a aplicação, deve haver um número máximo de candidatos para cada observador, para que não haja perda de informações, e uma duração razoável para conseguirem avaliar cada candidato sem colocá-los à tarefas exaustivas. Isso também, após um contato prévio individual para conhecimento mais específico de cada pessoa. 

### Vantagens do tipo de processo seletivo
- acelera o processo;
- mais de um selecionador tirando conclusões de cada indivíduo;
- maior espontaneidade, variação de situações e contato com pessoas, seja da empresa ou os próprios candidatos.
- aproximação com a área de recursos humanos (RH) da empresa;
- fornece outros tipos de informações para os gestores confirmarem ou não suas impressões; [3]
- Descreve e expõe a real natureza do indivíduo(candidato)

## Vantagens
- Chance de demonstrar seu comportamento e como se relaciona em grupo. 
- Em entrevistas individuais, os candidatos não têm tantas chances de emitir opiniões e exteriorizar aspectos de comportamento como liderança, empreendedorismo, criatividade, capacidade de atuar em situações-limite. 
- A dinâmica pode ser aproveitada para candidatos conhecerem outras pessoas, trocarem ideias, fazerem networking. 
- A cada dinâmica, o candidato consegue aprimorar sua capacidade de se incluir e de trabalhar em grupo. 
- Por ser um processo de várias horas, a dinâmica não permite que o candidato se porte de uma maneira “treinada” por muito tempo. A real essência de cada um sempre vem à tona.

## Desvantagens
- Algumas empresas dão explicações superficiais sobre o processo e não dão feedback quando a seleção termina, o que não agrega ao processo de aprendizado do candidato que procura emprego. 
- Muitas pessoas na mesma dinâmica e apenas um selecionador para observar o comportamento de todos pode ser ruim. O ideal é trabalhar com números menores de pessoas, de forma que o observador consiga avaliar e dar atenção a todos. 
- Candidatos muito tímidos, que têm dificuldade de se expor em público e dizer opiniões podem perder lugar para um profissional que pode ser até menos competente, porém mais desinibido. Caberá sempre ao selecionador saber identificar as reais qualificações e atitudes dos candidatos presentes. 

## Aplicação
A dinâmica de grupo forma a base da terapia de grupo, frequentemente com abordagem terapêutica, como na terapia familiar e na terapia expressiva. Políticos e vendedores podem lançar mão do conhecimento de princípios de dinâmica de grupo para seu próprio benefício. É muito utilizada pelos setores de Recursos Humanos na seleção de candidatos a emprego. Além disso, tem despertado interesse crescente por conta da interação social online viabilizada pela internet.